# 何澤
何泽，唐朝及五代十国南汉、后梁、后唐、后晋官员，韶州曲江人，后迁居广州。
父亲何鼎，唐末进士，历任著作郎、泷州司马、容管经略使。他告诫儿子们说不要事奉朱温，朱温如同安禄山，最终有安庆绪之祸，晋有王气，唐朝将会复兴。何泽好学，擅长诗歌。乾宁年间，举进士，宰相裴澈对他不满，让他落第。何泽于是回到故乡岭南，在清海节度使刘隐手下担任清海軍從事。唐朝灭亡后，刘隐之弟劉陟向后梁推薦，擢進士第。后唐建立后，何泽为洛阳令。唐庄宗好打猎，践踏民田，何泽潜身伏草间，当马劝谏。庄宗大笑，停止打猎。拜仓部郎中。唐明宗时，多次上书言事。明宗前去汴州，又想去邺都，何泽切谏，明宗拜他为吏部郎中、史馆修撰。何泽表面上直言，内里谄媚，在内殿请安，退班后留下来，以笏叩打额头，北望而呼道：“明主，明主！”听到的人都笑话他。五代时，百姓往往因亲人得病而割股，亲人去世而割乳庐墓，以求免除州县赋役。户部每年给蠲免文书，不可胜数，责令州县出纸，号为“蠲纸”。何泽上书，明宗下诏废除户部蠲纸。何泽与宰相赵凤有交情，求赵凤让他担任给谏。赵凤轻视他，以他为太常少卿。敕命未出，何泽先知，就自称新官上奏章申诉。奏章到中书省，赵凤等说：“何泽未任命就称新官，轻侮朝廷，请以法治罪。”于是以太仆少卿致仕，住在河阳。何泽年已七十，还想升官，于是派奴婢宜子投书上章言事，请立秦王李从荣为皇太子。后晋高祖继位，召何泽为太常少卿，何泽在家病亡。其子何成裕工于小詞。后周时，與陶穀齊名。